# لابی سوخت‌های فسیلی

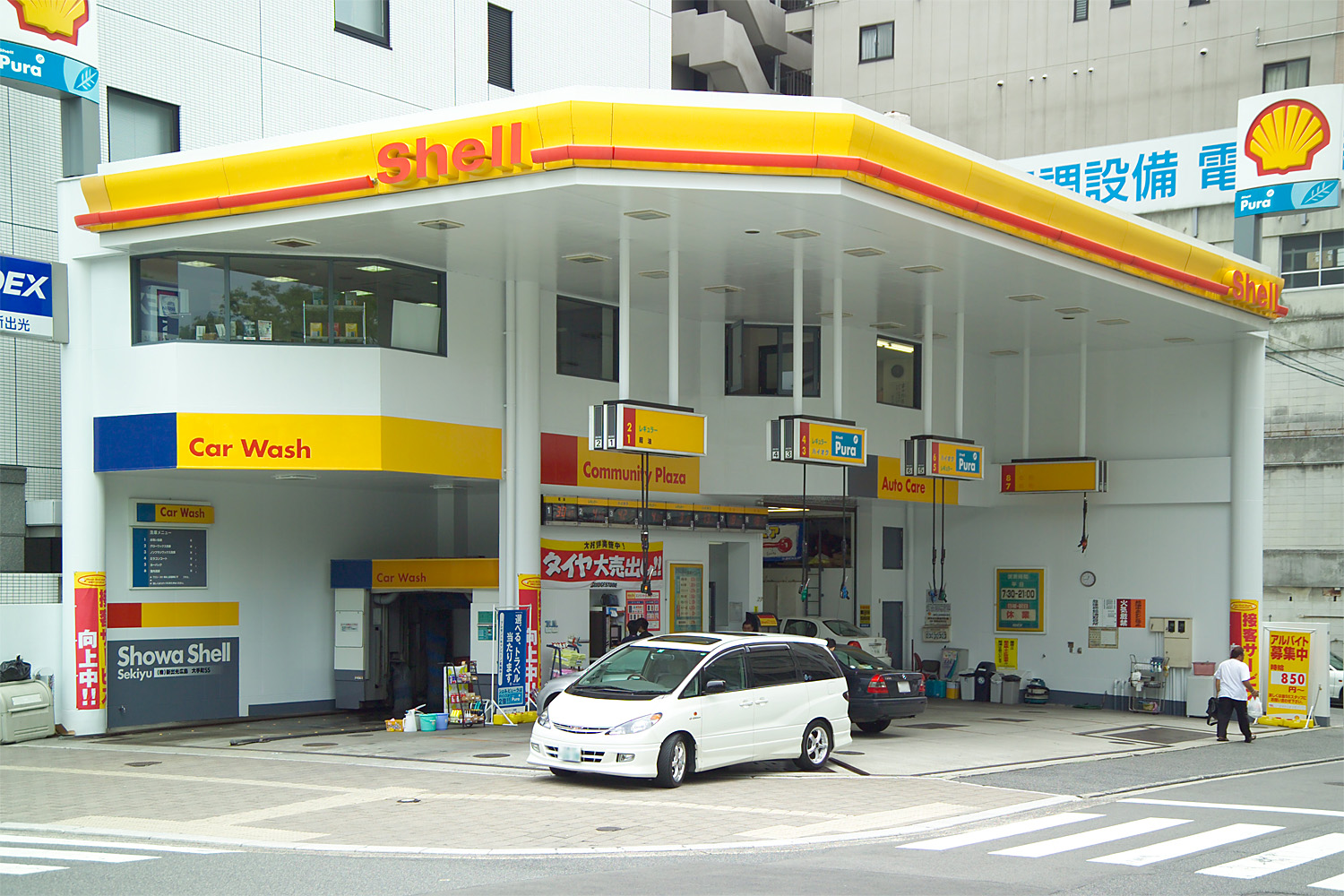
پمپ بنزین در هیروشیما، ژاپن

لابی سوخت‌های فسیلی شامل نمایندگان حقوق‌بگیر شرکت‌های فعال در صنعت سوخت‌های فسیلی (نفت، گاز، زغال‌سنگ) و همچنین صنایع مرتبط مانند مواد شیمیایی، پلاستیک، هوانوردی و سایر حمل‌ونقل است.به‌دلیل ثروت فراوان و اهمیت صنایع انرژی، حمل‌ونقل و شیمیایی برای اقتصادهای محلی، ملی و بین‌المللی، این لابی‌ها توانایی و منابع مالی لازم را دارند تا تلاش کنند نفوذی فراتر از حد معمول بر سیاست‌گذاری دولت‌ها داشته باشند. به‌طور خاص، لابی‌ها به مانع‌تراشی در سیاست‌های مربوط به حفاظت از محیط زیست، سلامت محیط زیست و اقدامات اقلیمی معروف هستند.
لابی‌ها در بیشتر اقتصادهایی که وابستگی زیادی به سوخت‌های فسیلی دارند و دارای حاکمیت دموکراتیک هستند، فعال‌اند؛ با این حال، گزارش‌گری دربارهٔ فعالیت این لابی‌ها بیشتر در کشورهای کانادا، استرالیا، ایالات متحده و اروپا صورت گرفته است. البته، این لابی‌ها در بسیاری از نقاط دیگر جهان نیز حضور دارند.
شرکت‌های بزرگ نفتی مانند اکسون موبیل، شل، بی‌پی، توتال انرژیز، شورون کورپوریشن و کونوکو فیلیپس از جمله بزرگ‌ترین شرکت‌های مرتبط با لابی سوخت‌های فسیلی هستند. موسسه نفت آمریکا یک لابی‌گر قدرتمند صنعتی برای شرکت‌های بزرگ نفتی است که نفوذ قابل توجهی در واشینگتن دی سی دارد در استرالیا، تولیدکنندگان انرژی استرالیا، که قبلاً با نام انجمن تولید و اکتشاف نفت استرالیا (APPEA) شناخته می‌شد، نفوذ قابل توجهی در کانبرا دارد و به حفظ سیاست‌های مطلوب برای نفت و گاز کمک می‌کند.
حضور شرکت‌های بزرگ فعال در حوزهٔ سوخت‌های فسیلی و شرکت‌های نفتی دولتی در مجامع جهانی تصمیم‌گیری—مانند «هیئت بین‌دولتی تغییر اقلیم» (IPCC)، مذاکرات «توافق اقلیمی پاریس» و کنفرانس‌های سازمان ملل دربارهٔ تغییر اقلیم—مورد انتقاد گسترده قرار گرفته است.
منتقدان بر این باورند که نفوذ این شرکت‌ها می‌تواند روند تصمیم‌گیری‌های اقلیمی را منحرف کرده و منافع تجاری آن‌ها را بر اهداف زیست‌محیطی مقدم بدارد. این لابی به سوءاستفاده از بحران‌های بین‌المللی، مانند همه‌گیری کووید-۱۹، یا حمله روسیه به اوکراین در سال ۲۰۲۲، برای تلاش جهت لغو مقررات موجود یا توجیه توسعه جدید سوخت‌های فسیلی شناخته شده است. لابی‌گران سعی می‌کنند یارانه‌های سوخت فسیلی را حفظ کنند.
لابی انرژی سابقهٔ طولانی در تضاد با منافع بین‌المللی و حکومت دموکراتیک جهانی دارد. طبق گزارش سازمان بین‌المللی انرژی پایدار برای انرژی‌های تجدیدپذیر و بهره‌وری انرژی، دومین کنفرانس جهانی آب و هوا «توسط ایالات متحده و لابی‌های نفتی خرابکاری شد» که در پی آن UNISEO اقدام به تنظیم یک منشور جهانی انرژی کرد «که از زندگی، سلامت، آب و هوا و زیست‌کره در برابر انتشار گازهای گلخانه‌ای محافظت می‌کند». به گفته این سازمان، همین «گروه‌های لابی انرژی ارتجاعی سعی کردند با کمک کشورهای تولیدکننده نفت و زغال سنگ، این منشور را تحریم کنند و موفق شدند انتقال انرژی را از کنفرانس ریو در مورد محیط زیست و برآورد شده است که در طول دههٔ ۲۰۱۰، پنج شرکت بزرگ نفت و گاز جهان و گروه‌های صنعتی وابسته به آن‌ها حداقل ۲۵۱ میلیون یورو صرف لابی‌گری در اتحادیهٔ اروپا برای تأثیرگذاری بر سیاست‌های اقلیمی کرده‌اند. همچنین لابی‌گری در این دوران در کشورهای کانادا و استرالیا نیز بسیار تأثیرگذار بوده است. توسعه (اجلاس زمین) در سال ۱۹۹۲ دور نگه دارند تا این بازی را در تمام کنفرانس‌های آب و هوایی در برلین، کیوتو، لاهه و مراکش ادامه دهند، جایی که ایالات متحده پروتکل کیوتو را تحریم کرد و هنوز منشور را نادیده می‌گیرد.».